# Estádio Laurival Cunha
Estádio Laurival Cunha – stadion w Belém, Pará, Brazylia, na którym swoje mecze rozgrywają kluby Associação Atlética Tiradentes.